# 河村悠
河村 悠（かわむら はるか、1999年 - ）は、愛知県出身の陸上競技選手。愛知県立豊明高等学校、亜細亜大学法学部法律学科卒業。

## 経歴
豊明高校卒業後は、亜細亜大学法学部法律学科に進学。3年時の2021年に箱根駅伝に関東学生連合の選手として参加。
大学卒業後は自衛隊体育学校に所属。